# Долна Малина
Долна Ма́лина е село в Западна България. То се намира в Община Горна Малина, Софийска област. В селото има център,на който хората се събират.

## География
Долна Малина се намира в западна България, на 32 км източно от София, в източния край на Софийското поле. На изток граничи с Априлово, на юг с Петково, на северозапад със Столник и на север и североизток с Горна Малина. Долна Малина е селото, посредством което се осъществява връзка между Горномалинската и Елинпелинската община.
Надморската височина е 584 м., а населението – 376 души

## История
Предполага се, че на около стотина метра северно от река Добра е съществувало тракийско селище.
Точни данни за възникването на село Долна Малина няма. Смята се, че е станало в периода около 1450 г., когато единното село Малина се е разделило на две.
В борбата против фашизма селото е дало единствена жена партизанка от общината – Павлина Унуфриева Стоянова, убита на 11 май 1944 година.

## Религии
Населението изповядва православно християнство. В селото се намира православният храм „Свети Димитър“. Поради малкото население на селото храмът отваря врати само за големите християнски празници. Храмът няма собствен свещеник

## Обществени институции
- Читалище с библиотека
- Kиноцентър на UFO

## Културни и природни забележителности
- Православен храм „Свети Димитър“
- река Добра
- Читалище „Васил Левски“
- местността „Градището“
- местността „Чучура“

## Редовни събития
- Събор на селото в неделята, по-близка до 26 октомври – Димитровден.
- Празник на селото – Св. Константин и Елена (21 май)
- Конни състезания на Тодоров ден.
- Богоявленски водосвет и хвърляне на кръста – 6 януари
- Лазаруване на Лазаров ден
- Коледарство на Коледа
- Курбан на 5 август
- Фестивал на изкуствата и спорта Dolna Malina Open Fest

## Галерия
- Паметна плоча на загиналите за България
- Сградата на кооперацията
- Кметство Долна Малина
- Река Добра в Долна Малина